# Santuario di Ercole Vincitore
Il santuario di Ercole Vincitore è uno dei maggiori complessi dell'architettura romana nel periodo della repubblica romana. Rientra nella tipologia dei santuari cosiddetti ellenistici, risalenti ai secoli II-I a.C. e costruiti sull'onda della grande influenza culturale esercitata dalla cultura ellenistica dopo la definitiva conquista romana della Grecia (146 a.C.). Situato a Tivoli, è il più grande tra i santuari italici dedicati ad Ercole e il secondo di tutto il Mediterraneo dopo quello di Gades in Spagna. Venne edificato tra gli ultimi decenni del II secolo a.C. e l'82 a.C. Ulteriori interventi si ebbero, soprattutto nella zona del teatro, in epoca augustea. Svetonio racconta che qui Augusto amministrò la giustizia in numerose occasioni, sotto i portici del santuario.

## Il Culto di Ercole
L'antica città di Tivoli si identificava col culto di Ercole (Herculaneum Tibur) proprio in virtù della sua posizione strategica e lo venerava sia come dio guerriero (Hercules Victor o Invictus), al quale era stata votata e dedicata una vittoria sugli Equi (anche se la tradizione ce ne tramanda una sui volsci), sia come protettore dei commerci e della transumanza delle greggi, attività fondamentale per l'originaria economia cittadina.
Il culto di Ercole, uno dei più importanti del Lazio, fu comune, sotto varie forme, a molte civiltà del Mediterraneo. A differenza dell'Herakles greco, venerato soprattutto come semi-dio, l'Hercules italico è principalmente una divinità, protettrice di tutte le attività civilizzatrici legate ai secoli dell'inurbamento (VIII-VII a.C.), dalle bonifiche al disboscamento, dalla regolazione delle acque alla transumanza ai commerci con tutte le loro implicazioni. Analogamente, in altri contesti mediterranei o mediorientali, altre divinità assumono, in epoche diverse, la stessa funzione civilizzatrice: Melqart presso i Fenici, Gilgameš presso gli Assiro-babilonesi e Semo Sancus presso i popoli dell'Italia centrale. Solo in epoca arcaica viene gradualmente assimilato all'Herakles greco, tramite lo Harkle etrusco. Ebbe anche funzione di divinità ctonia, tipica di territori ricchi di pozzi, sinkhole e polle di risalita, come quello tiburtino. Fu venerato a Tivoli sia come Hercules Victor (o Invictus) sia come Hercules Saxanus (in quanto protettore delle attività estrattive del travertino). Il culto di Hercules Victor potrebbe essere proprio originario di Tivoli e la tradizione vuole che fosse esportato a Roma in età tardo-repubblicana da Marcus Octavius Herennius, ricco mercante di olio, forse identificabile con quell'Herennius che fu tibicinus e poi Magistratus Herculaneus presso il santuario tiburtino, il quale fece costruire nel Foro Boario a Roma un tempio circolare, il più antico rivestito in marmo tra quelli conservati, dedicato a Hercules Victor o Invictus (o a Hercules Olivarius) ed erroneamente chiamato, fino a pochi decenni fa, Tempio di Vesta.
Il santuario di Ercole Vincitore ospitava un collegio di musici (tibicines) tra i più importanti e ben frequentati d'Italia. Secondo la tradizione i tibicines romani, in segno di protesta per le limitazioni alla loro professione, entrarono in sciopero e si rifugiarono a Tibur, ospiti del collegio degli omologhi tiburtini presso l'area del santuario. Anche la danza era legata al culto di Ercole Vincitore che, unica divinità oltre a Marte, aveva un collegio di Salii, sacerdoti che nelle occasioni sacre praticavano una caratteristica danza durante la quale si batteva a terra il piede per tre volte consecutive (tripudium). Le danze e i canti del culto si celebravano alle idi di agosto, come ricordato da Virgilio nell'VIII libro dell'Eneide.
La struttura del tempio, con il teatro adagiato sulla collina dominato dal luogo sacro vero e proprio, ha molte affinità con la vicina e coeva area sacra del santuario della Fortuna Primigenia a Palestrina, ancora ben conservata e visitabile, anche se ne discosta per l'ampiezza del temenos, per la collocazione della cavea del teatro, per il doppio portico e soprattutto per la presenza della via tecta.

## Struttura
Si trattava di una struttura di dimensioni imponenti, la cui opera di restauro è stata completata solo nel giugno 2011.
Secondo recenti sondaggi e scavi, soprattutto nella zona del teatro e del tempio, sembrerebbe che le fasi della costruzione siano state almeno due. Nella prima, il cui progetto risalirebbe almeno al quarto decennio del II secolo a.C., la struttura del Santuario sarebbe stata diversa da quella poi definitiva, con un fronte a terrazze digradanti, simile al santuario della Fortuna Primigenia della vicina Praeneste, e con una pianta trapezoidale, che per l'asimmetricità ricorderebbe, pur con molte differenze, quella del tempio di Giove Anxur a Terracina. Un cedimento generalizzato della struttura avrebbe portato all'interruzione dei lavori, ripresi solo qualche decennio più tardi con un progetto completamente diverso. Questa sarebbe la seconda fase, i cui interventi principali furono due:
- Tutta la parte frontale a terrazze parallele viene "alleggerita" asportando una quantità enorme di terreno, e costruendo, nello spazio ricavato, il teatro;
- Un tratto secondario del "clivus tiburtinus" (l'ultimo tratto della Via Tiburtina) che nel progetto originario costeggiava il lato obliquo del complesso, viene inglobato in una galleria, la via tecta, che unisce la vecchia struttura al maestoso complesso di seconda fase sul lato nord, che appoggia le sue sostruzioni più di 40 metri più in basso fin quasi alle sponde dell'Aniene e che costituisce la parte meglio conservata del santuario, caratterizzante il paesaggio tiburtino da più di 2000 anni.

Ne risultò un complesso a pianta rettangolare (188 x 144), a cinque livelli nella sua sezione nord, quella verso il fiume, che gradualmente si riducono in direzione NO-SE, fino ai 2 livelli addossati al banco calcareo, costituito, come in quasi tutto il territorio dell'antica Tibur, di tartaro, una forma molto irregolare di carbonato di calcio (CaCO3) di origine fluviale. Questo particolare substrato geologico consentì di livellare abbastanza agevolmente la collina riportando a nord il terreno che si toglieva a sud, per preparare la piattaforma necessaria alla costruzione del santuario, anche nella sua prima fase. Nello stesso tempo la diversa resistenza e compattezza del basamento, una ampia sezione del quale è costituito, come abbiamo visto, da terreno di riporto, ha determinato almeno in parte la sopravvivenza o la rovina delle diverse parti del complesso, specialmente della via tecta e dei numerosi locali adiacenti, più o meno grandi, in buona parte crollati, oltre che per interventi distruttivi del VI secolo d.C., in seguito a sommovimenti o terremoti, uno dei quali fu quello fortissimo del 1349. Oggi della via tecta e dei locali adiacenti si conserva poco più del 50%, essendo andati distrutti quelli in posizione nord - ovest. Peraltro, per diverse ragioni, anche la sezione SE, apparentemente di dimensioni considerevolmente minori dell'altra, pur appoggiata al banco calcareo è stata in buona parte interessata da crolli. 

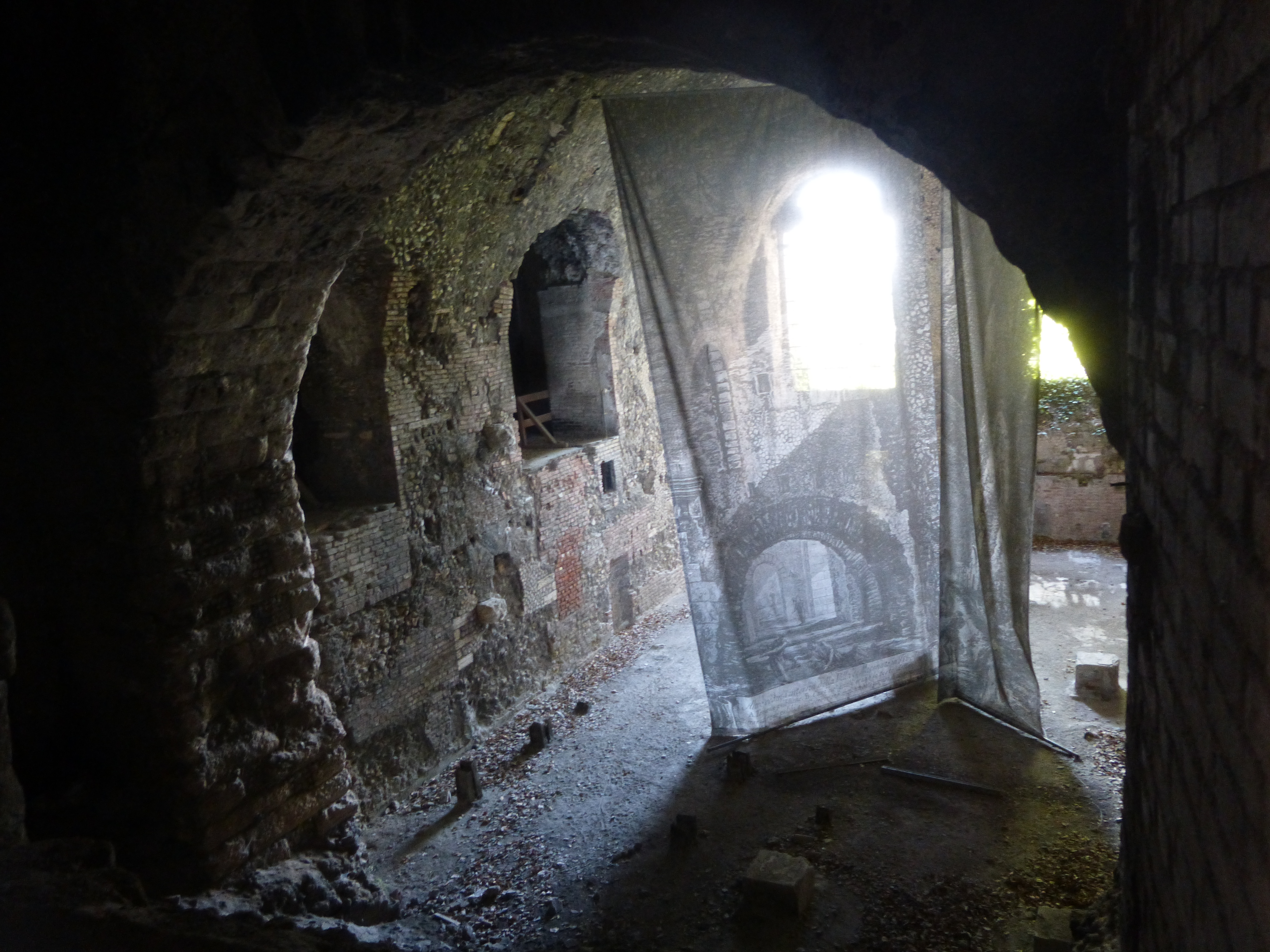
Santuario di Ercole Vincitore a Tivoli - Uno dei grandi locali a nord della via tecta: il pavimento è stato scavato per abbassarlo nei decenni dello sfruttamento industriale della struttura

La via tecta si trova al terzo livello e attraversa diagonalmente la struttura da NE a SO, per cui i grandi locali che si trovano lungo il suo percorso e che si affacciano sul costone nord vanno via via aumentando di superficie.
Al quarto livello si trova il piazzale superiore, il temenos, o spazio sacro. Al centro di questo spazio e in posizione arretrata, si trova il tempio col suo podio, il cui rivestimento è in parte conservato solo nella parte sud. Il podio era cavo, con stanze cieche delimitate da robuste murature e riempite di terra, tranne 2 che si trovano in corrispondenza dell'abside della cella del tempio, forse adibite a stanza oracolare e/o favissa. Era alto m 6,50, ed era all'esterno completamente rivestito di travertino elegantemente modanato, come si può vedere nei piccolo tratto conservato. Nella parte anteriore, quella rivolta a ovest verso Roma, una scalinata a due rampe, incorniciata da due avancorpi ornati ciascuno di una fontana monumentale, metteva in collegamento il temenos con il tempio. Sul latro ovest, tra questa scalinata e il muro di ambito della cavea del teatro antistante, rimaneva uno spazio di meno di 2 metri, cosa abbastanza strana per una struttura così grande, soprattutto in relazione all'affollamento del temenos che si poteva verificare in alcune situazioni particolari. Questa anomalia si spiega osservando i resti dell'ossatura della scalinata: un crollo della struttura, originariamente più corta e ripida, costrinse i costruttori a scavalcare con archi di sostegno la parte crollata e a ricostruire la scalinata più lunga e meno ripida, facendo avanzare corrispondentemente i due avancorpi, nei quali dagli scavi risulta chiaramente la presenza di 2 fontane, una, quella posteriore, tamponata e trasformata in "piscina limaria", l'altra, quella anteriore, funzionante e dotata di piccoli basamenti per statue a pelo d'acqua.
Il tempio, ottastilo, periptero sine postico (cioè con il fronte di 8 colonne, circondato da colonne ma non nel lato posteriore), era alto m 18,50, aveva un pronao con 3 file di colonne e una cella con 2 ordini di colonne. Le due stanze agibili sotterranee del podio, una delle quali aveva un accesso con una scaletta (come si può vedere dai rilievi del Thierry del 1863), erano forse adibite a deposito votivo e stanza oracolare.
Il tempio era quindi alto complessivamente m 25, aveva una copertura a tetto a due spioventi dipinto di giallo, ed era visibile da Roma.
Il temenos, lo spazio rettangolare su cui sorgeva il tempio, era circondato su 3 lati da 2 ordini di portici, cosiddetti portico inferiore e portico superiore (di quest'ultimo ci restano solo un capitello e un basamento di colonna, conservati nell'Antiquarium, aperto in occasione di mostre, e un'altra base di colonna non visibile perché ricoperta di terreno), mentre il quarto lato era aperto verso la Campagna Romana. Del portico inferiore si conserva circa la metà del tratto est, quello sul lato lungo posteriore al podio del tempio, e circa la metà del lato nord. Si apriva direttamente sul temenos, quindi si trova allo stesso livello, il quarto, del podio e della scalinata del tempio ed è composto di archi separati da semicolonne in calcestruzzo ricoperte in opus incertum mentre la sua copertura è a botte. Il portico superiore, invece, si trovava al quinto livello, leggermente arretrato rispetto a quello inferiore e, rispetto a quest'ultimo, aveva archi di grandezza quasi doppia che si aprivano su una grande terrazza con balaustra e transenne. Questa consentiva, passando sopra il portico inferiore, una passeggiata di circa 550 metri, compresa la passerella che girava sulla sommità del podio tutto intorno al tempio, anch'esso al quinto livello.
Posteriormente ai due portici, inferiore e superiore, si aprivano altri locali, in gran parte perfettamente conservati, che si affacciavano anche sul lato nord con grandi finestroni ed erano collegati da scale interne alla sottostante via tecta ed ai locali ad essa adiacenti. La tecnica costruttiva di questi locali, che si sviluppavano quindi su tre livelli (terzo, quarto e quinto) ed erano rispettivamente in corrispondenza di via tecta, portico inferiore e portico superiore (questi ultimi scomparsi), è complessivamente in opus caementicium. La particolarità sta nella sofisticata struttura delle volte e degli archi di scarico dei locali del terzo livello, quelli che si aprono sulla via tecta, che consentirono di sopraelevare al quarto e quinto livello anche con pareti a sbalzo, raccordando il peso della struttura soltanto con degli enormi arconi in conci di travertino dalla parte della strada, di cui due ancora perfettamente conservati. Questa ardita tecnica costruttiva è uno degli elementi che suggeriscono tempi diversi per i due lati della via tecta e costituisce un ulteriore elemento di conferma della costruzione in due fasi. I locali erano adibiti alle varie funzione esercitate nel santuario di Ercole, vero e proprio centro polifunzionale: magazzini, stalle, locali per contrattazioni, locande, alloggi, depositi, banche, refettori, foresterie, scuole, collegi, sale per riunioni, botteghe, fabbriche di ex-voto ecc.

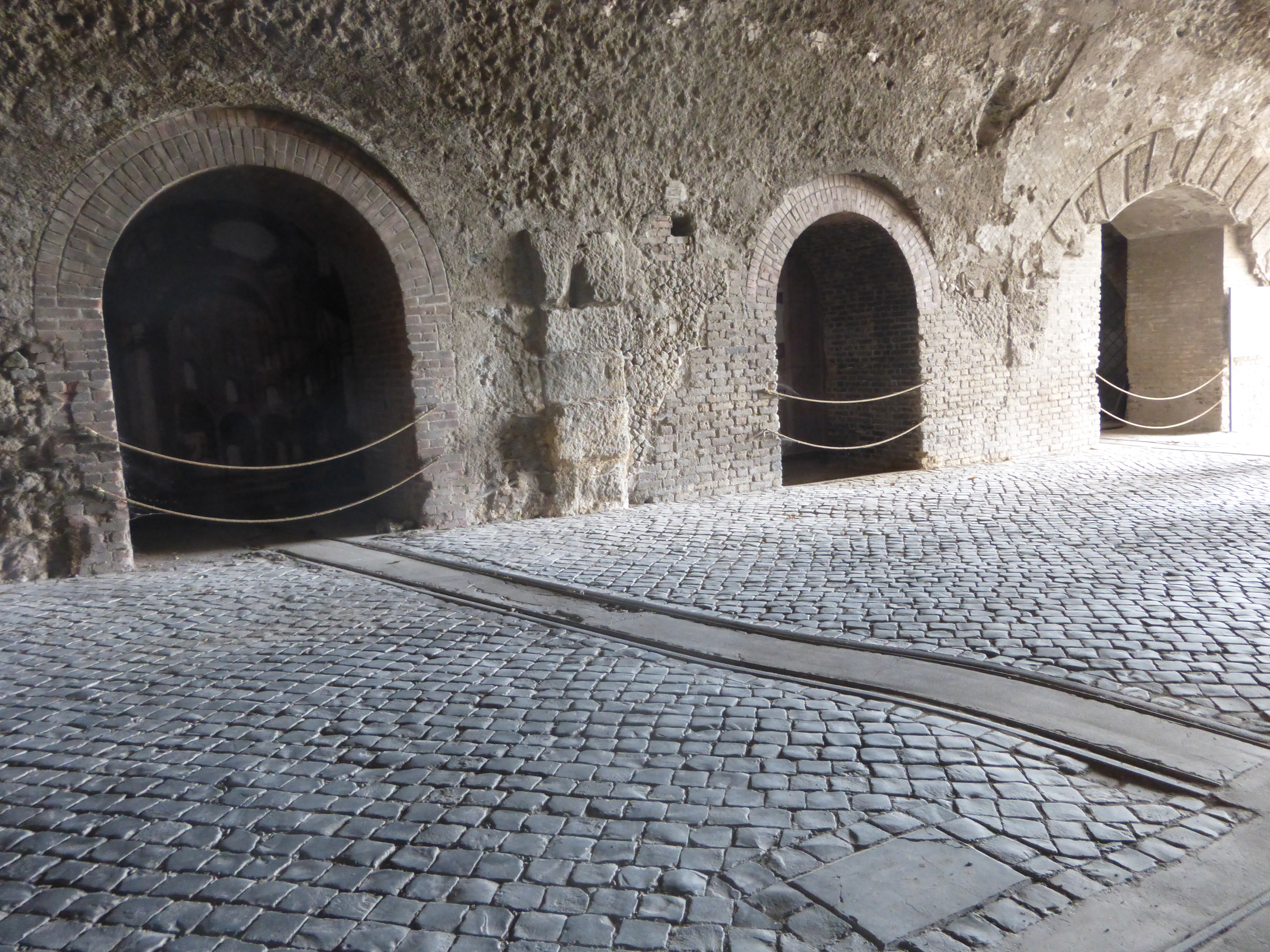
Santuario di Ercole Vincitore, Tivoli - via tecta, lato sud. Le botteghe ricavate nel lato sud della via tecta risalgono alla prima fase del progetto e sono state costruite per affacciarsi su una via esterna, quale era il tratto secondario del clivus tiburtinus prima della copertura, risalente all'89 a.C. Le loro aperture con archi a sesto ribassato e le coperture con volta a botte sono molto più semplici delle sofisticate coperture in calcestruzzo dei locali della parte opposte della strada, risalenti alla seconda fase. Il binario superstite risale all'epoca dello sfruttamento industriale, così come il livello del piano di calpestìo.
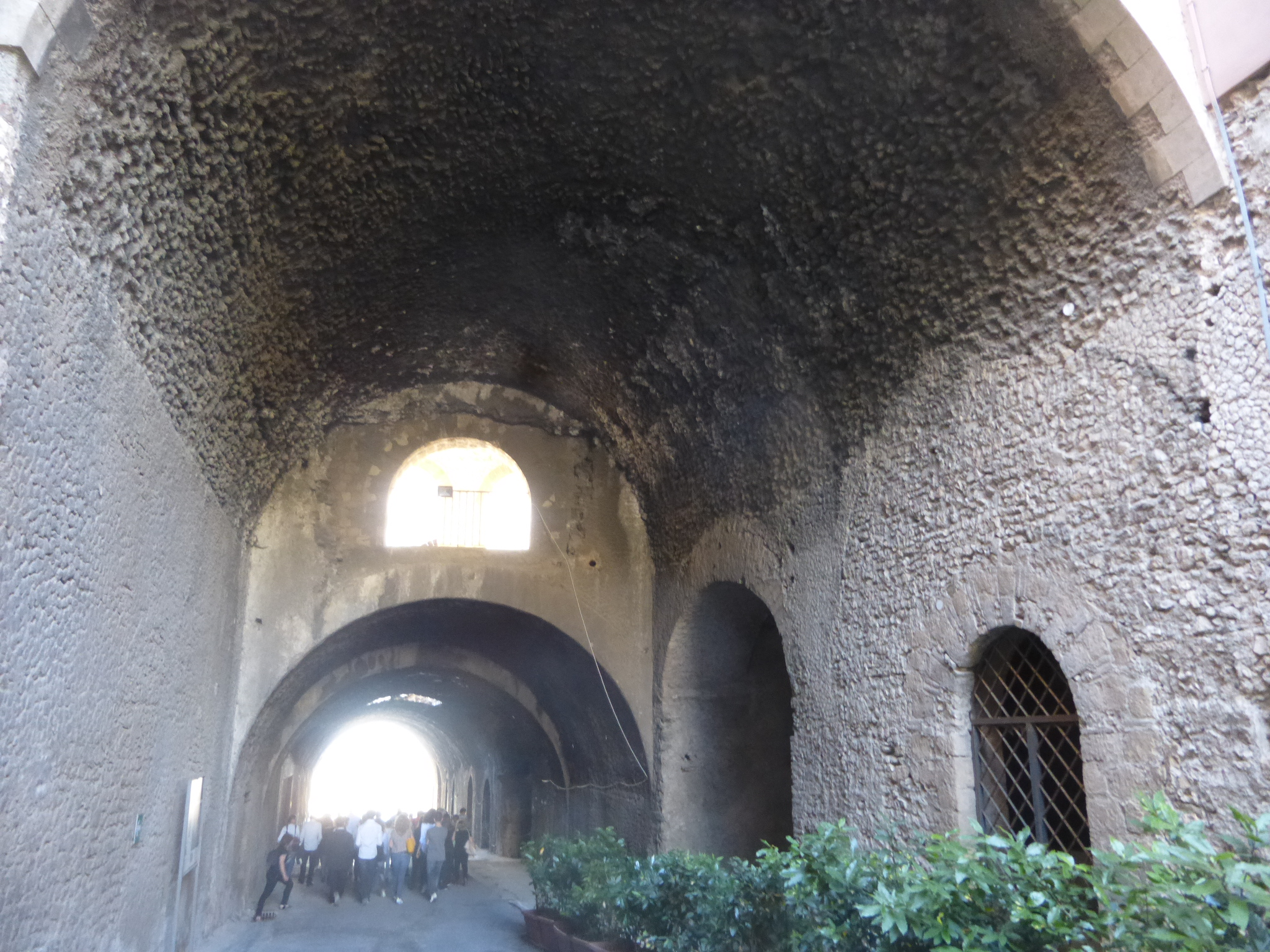
Ingresso della via tecta da Est: si vede in alto una finestra di affaccio dal portico inferiore, che si trova al quarto livello (la via tecta si trova al terzo livello)
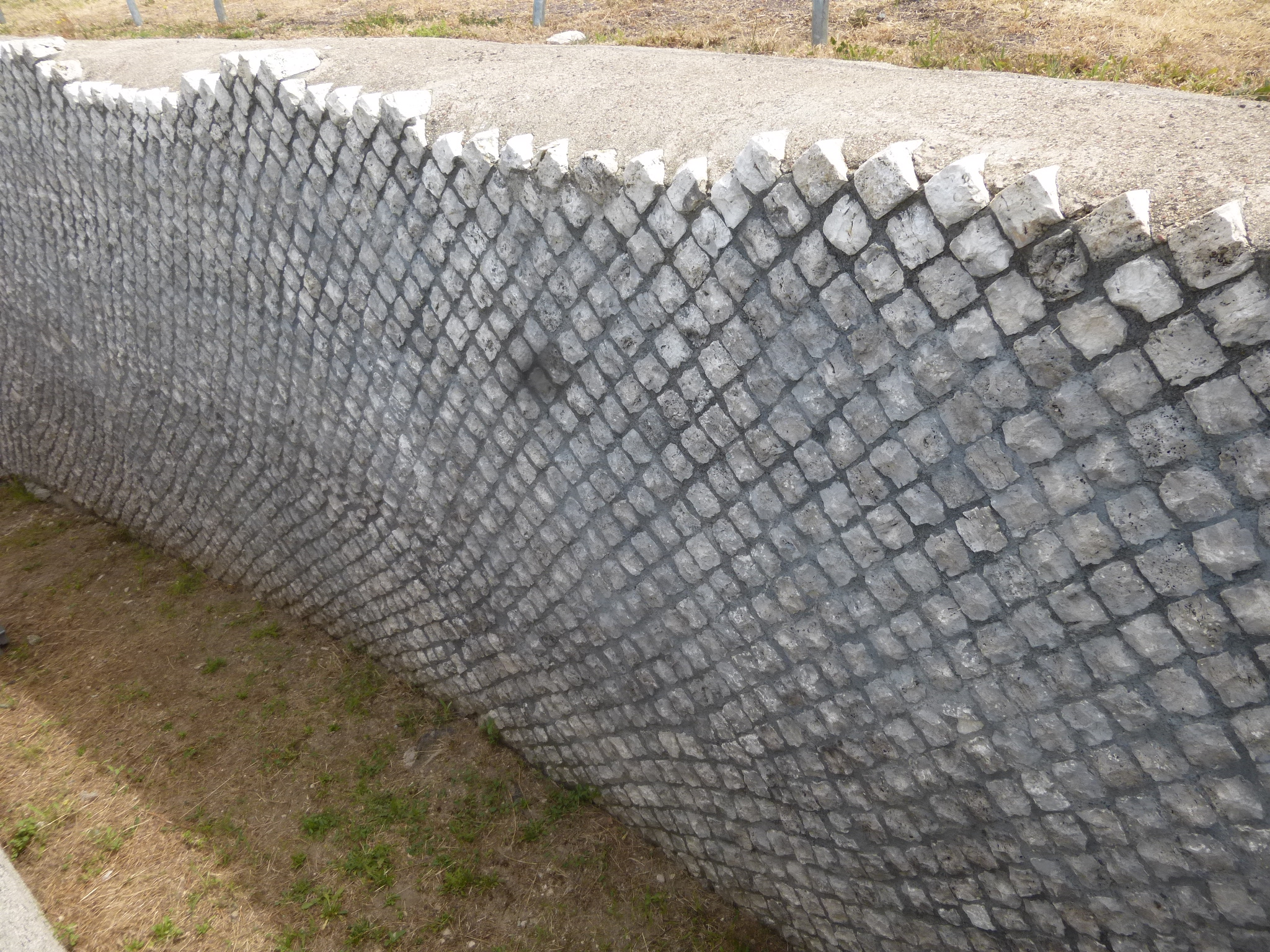
Muro di delimitazione dello spazio semicircolare della cavea del teatro: i cubilia dell'opus reticolatum sono in pietra calcarea, fatto sicuramente inusuale, molto probabilmente da ascrivere all'abbondanza di travertino dovuta alla demolizione di strutture precedenti risalenti alla prima fase della costruzione del Santuario
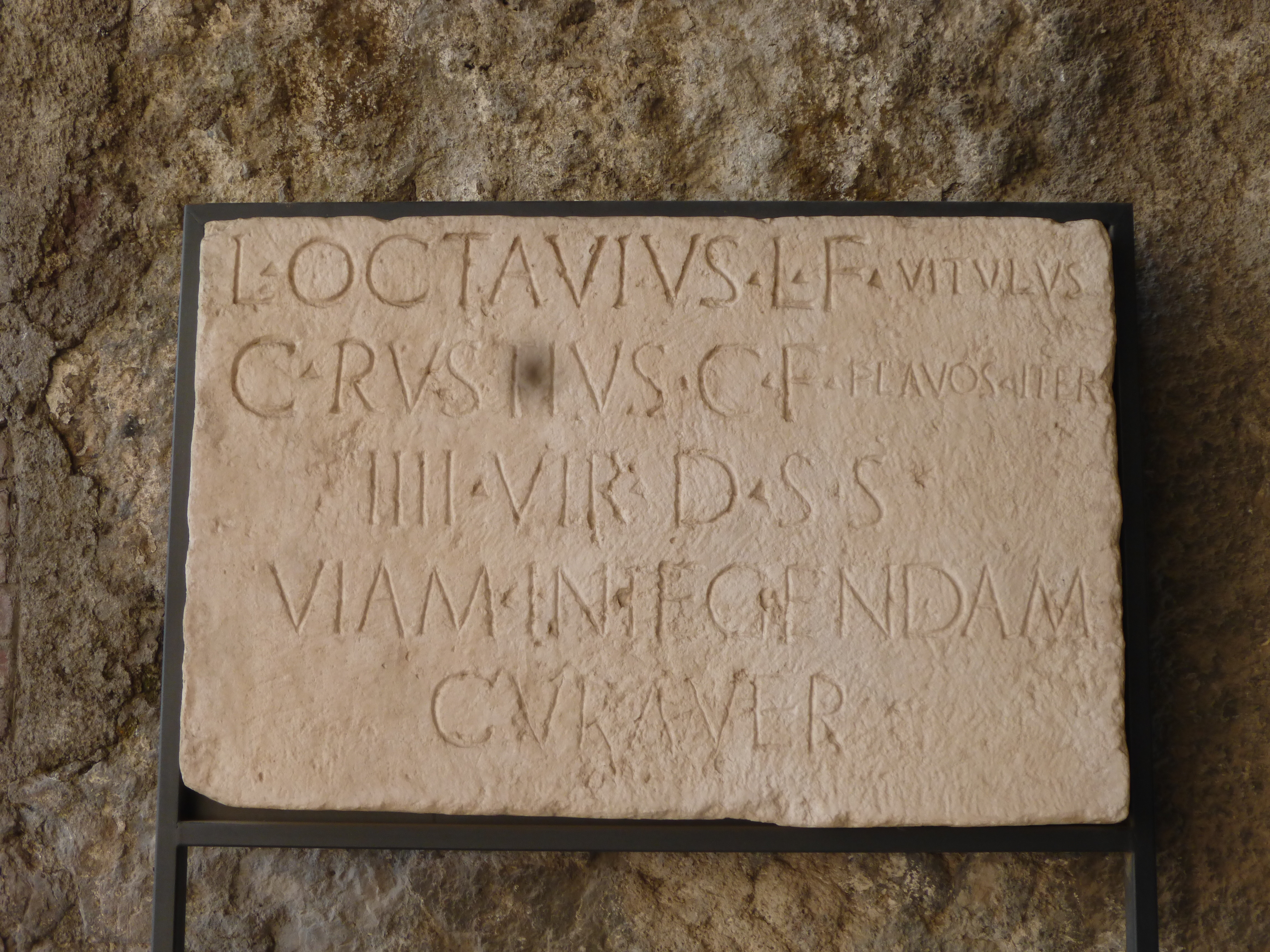
Calco dell'iscrizione che costituisce un tipico "terminus ante quem". Nell'iscrizione due dei quattuorviri della città di Tibur, che restarono in carica fino all'89 a.C., dichiarano di aver appaltato i lavori per la copertura della strada, per decisione del Senato cittadino. L'iscrizione è importante perché ci dice che la strada era pubblica e non del Santuario (altrimenti non ci sarebbe stato bisogno della decisione del Senato) e che i lavori dei locali a nord, con le imponenti sostruzioni, erano terminati prima dell'89 a.C. e che, sempre prima di quell'anno, fu iniziata la copertura.
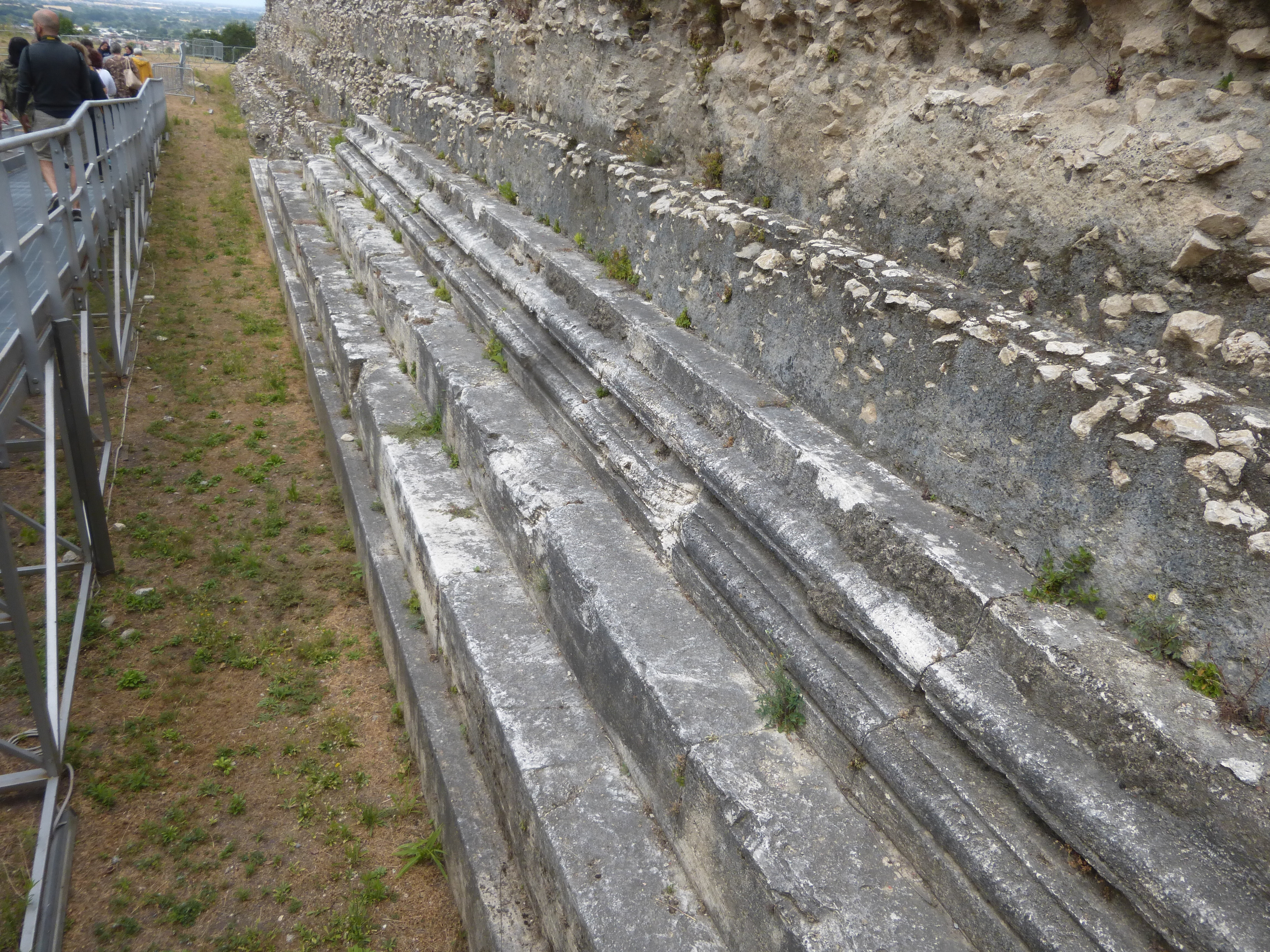
Podio del Tempio, all'altezza dell'ingresso nel portico inferiore. Il lato sud del podio è ancora in parte rivestito dalle eleganti modanature di travertino, la maggior parte delle quali fu bruciata nelle due grandi "calcàre" poste all'estremità ovest, forni scavati nel terreno per la preparazione della calce viva, probabilmente attive nei secoli XII e XIII all'epoca della costruzione delle chiese di S. Maria del Passo e di S. Giovanni in Votano
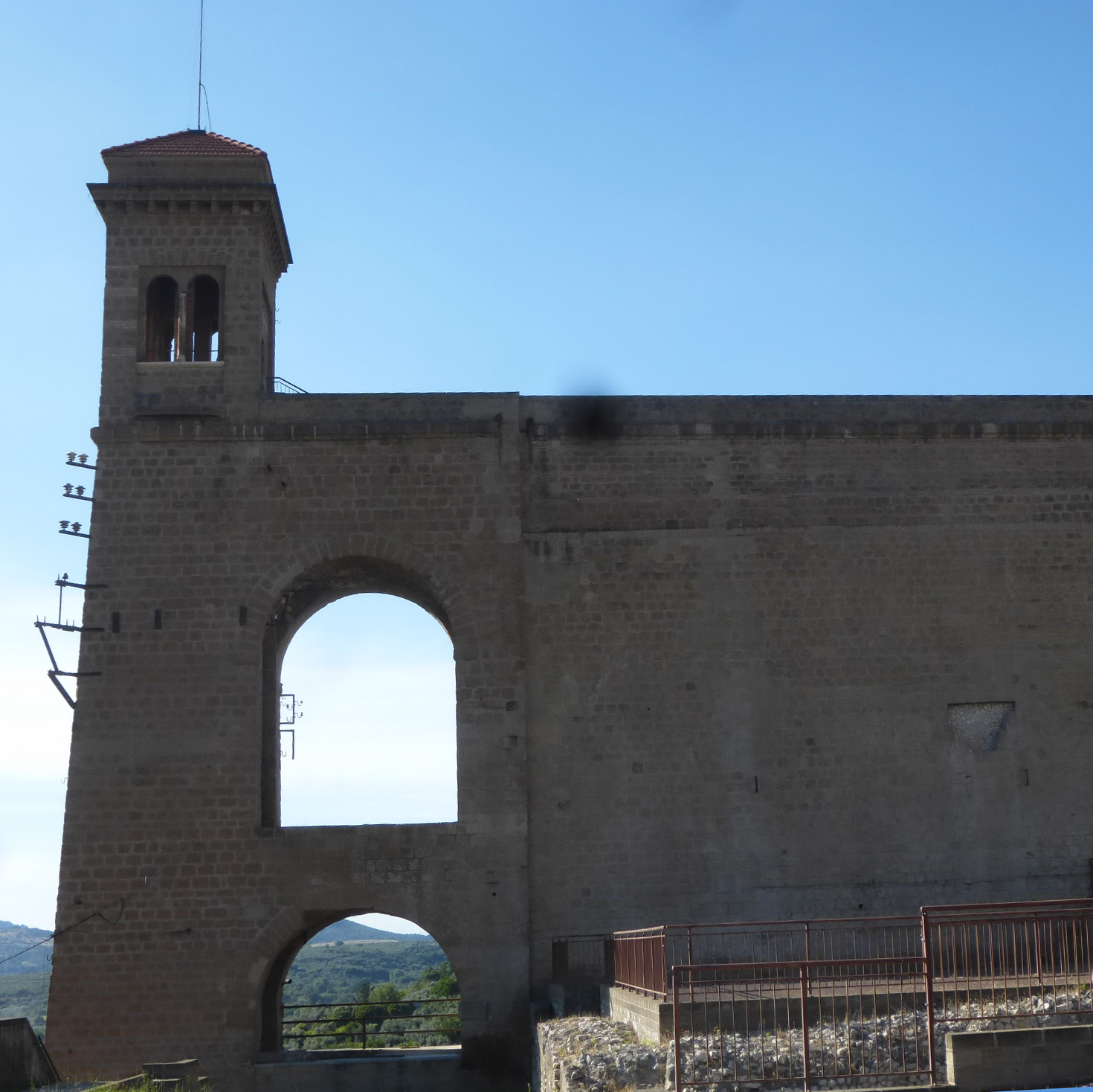
Torretta Canevari. Risale alla fine degli anni '80 del XIX secolo, quando la struttura, insieme a tutto il costone nord della città di Tivoli, venne acquisita dalla Società delle Forze Idrauliche. Fu costruita, insieme al muraglione moderno, demolendo la Torre Teobalda del XV secolo, leggermente più arretrata, della quale riprende la sagoma. Sul muraglione corre il "canale Canevari" che, raccolte le acque degli acquedotti sotterranei della città, comprese quelle di scarico della Villa d'Este, le immette in una condotta forzata inserita nel corpo della Torretta e la invia nelle turbine della sottostante Centrale Acquoria Mecenate 1, dalla quale, nel 1892 fu inviata, per la prima volta al mondo, la corrente alternata a distanza, fino a Porta Pia a Roma

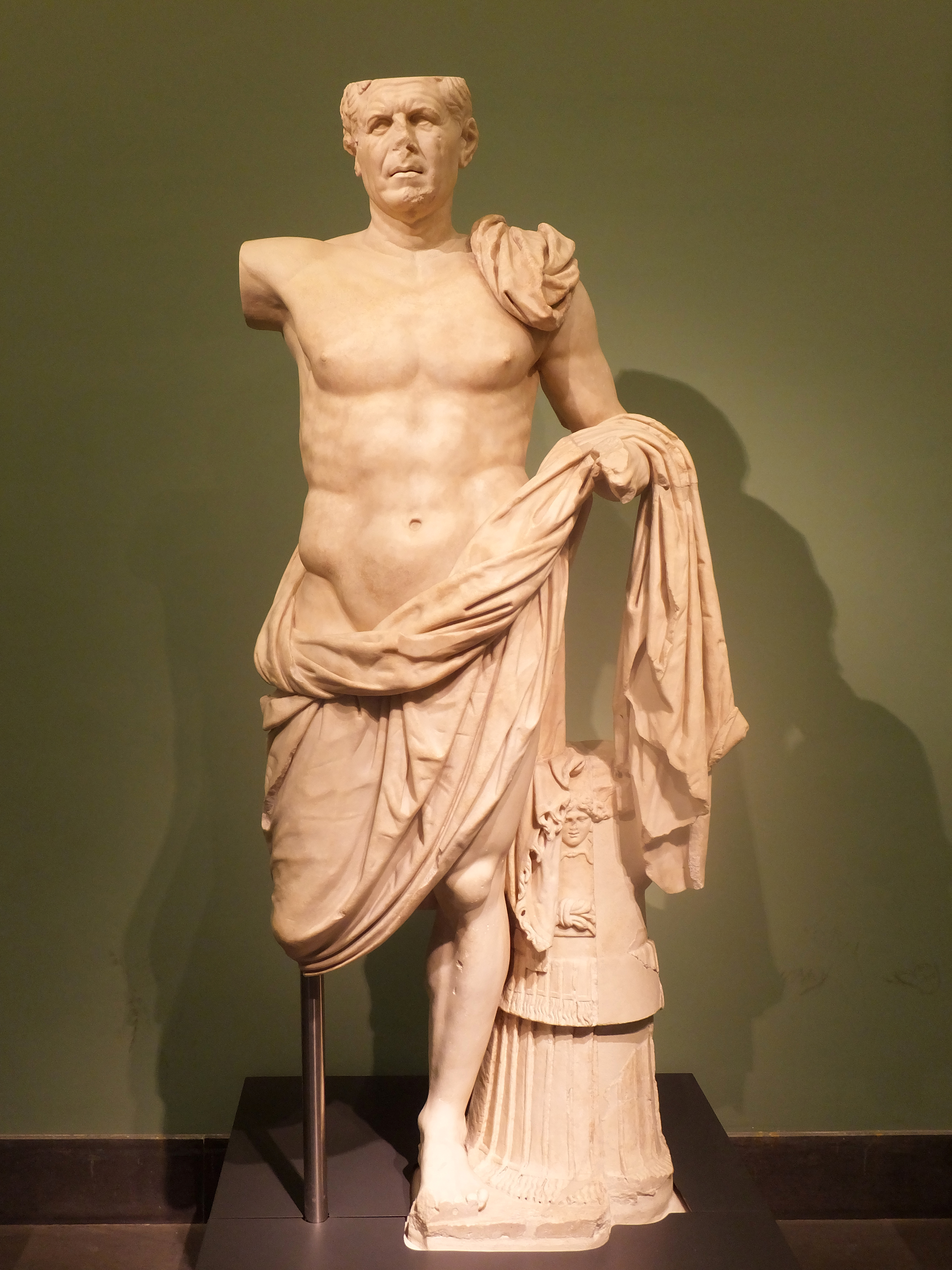
Il cosiddetto generale di Tivoli

Il portico superiore aveva una copertura a tetto a due spioventi senza capriate, che appoggiava con grandi travi longitudinali su una fila di colonne di spina, in calcestruzzo, alte almeno 9 metri, con un diametro di circa 90 cm, scanalate in stucco e dipinte di grigio, con basamenti e capitelli dipinti di giallo. Di fronte ai pilastri che formavano aperture ad arco a tutto sesto c'erano basi onorarie e statue di cittadini illustri, imperatori, magistrati del santuario ecc. La più importante tra le statue rinvenute nel corso degli anni in questa zona è quella del c.d. Generale di Tivoli, conservata nel Museo Nazionale Romano di Palazzo Massimo a Roma. È una statua che ritrae un ufficiale dell'esercito romano in "nudità eroica", cioè abbigliato con un drappo e, nel suo caso, con una lorica (corazza) appoggiata vicino. Non si sa chi ritraesse, anche se alcuni hanno ipotizzato che possa trattarsi del grande generale tiburtino di epoca augustea Lucio Munazio Planco, fondatore di Basilea (Raurica) e di Lione (Lugdunum), sepolto nel grande Mausoleo di Gaeta.
Il teatro ha delle caratteristiche particolari. Infatti la sua pendenza è abbastanza atipica rispetto ai teatri greci e anche rispetto alle prescrizioni che più tardi Vitruvio farà nel suo De architectura. al punto che alcuni archeologi hanno ipotizzato che non si tratti di un teatro, bensì di una scalinata semicircolare che serviva a distribuire i pellegrini lungo il temenos. Ma la presenza di ben 3 vomitoria (le uscite per gli spettatori), della scena e della fossa dell'auleum (il sipario fatto con stoffe e stecche di legno che si abbassava all'inizio dello spettacolo), nonché dei due aditus, gli ingressi per il pubblico, hanno fugato ogni dubbio al riguardo. La pendenza anomala si spiega così con la necessità di costruire la cavea rispettando i due piani che erano restati indenni dagli smottamenti, quello della scena (originariamente terrazza ultima di sostruzione) e quello del temenos e del podio del tempio.

## Storia
La storia del Santuario di Ercole Vincitore è affascinante e particolarmente complessa.

### Correlazione tra il Santuario e la posizione strategica dell'antica Tibur
Il culto dell'Hercules italico è antichissimo.
Dal suo canto, Tibur nasce non casualmente allo sbocco della valle dell'Aniene, proprio nel punto in cui il fiume, fin da epoca pleistocenica, crea un salto complessivo di circa 160 metri per scendere nella Campagna Romana. La gestione di questo passaggio obbligato, anche per mezzo di fortificazioni sui crinali circostanti, riassume la funzione e la prosperità della città, fin da prima della sua costituzione in città vera e propria che avvenne, come nella maggior parte dei centri dell'Italia centrale, per sinecismo nei secoli IX-VII a.C. L'insediamento, e prima ancora, gli insediamenti di tribù diverse risalenti almeno alla tarda età del bronzo (XIII - XI sec.a.C.) si trovavano infatti sulla direttrice principale di collegamento per commerci e transumanza tra gli altipiani appenninici dell'Abruzzo e delle Puglie, ricchi di bovini, e la ferace Campagna Romana, dove già in età tardo-micenea un grande centro di mercato internazionale e di commercio del sale si andava sempre più affermando all'incrocio di alcune delle più importanti strade del Mediterraneo: il Foro Boario posto in una zona di guado del Tevere vicino all'isola Tiberina, nucleo della futura Roma. La data tradizionale della fondazione di Tibur, secondo l'antiquaria romana, era il 1215 a.C.
Buona parte di questa grande strada di transumanza è punteggiata da luoghi di voto e devozione alla divinità Hercules: da Sulmona ad Alba Fucens, dai tempietti lungo la valle dell'Aniene a quelli a valle di Tibur presso le sorgenti delle Aquae Albulae, a Settecamini e poi nella zona di S. Lorenzo, fino ad arrivare al Tempio di Ercole Vincitore di Ostia antica, stazione terminale del commercio del sale. Questo perché Hercules era il nume protettore del duro lavoro, della lealtà nel commercio (come ci racconta la tradizione della decima fatica, quella della cattura dei buoi di Gerione, durante la quale l'eroe "bonificò" il Foro Boario dalla presenza di briganti - Caco/Faunus) delle transazioni commerciali e finanziarie.
Dunque come la storia della città di Tibur, anche quella del Santuario di Ercole è collegata con la grande strada di transumanza (in seguito grande via di approvvigionamento per Roma repubblicana e poi imperiale).

### Strutture preesistenti
Sappiamo, come abbiamo visto, che l'imponente Santuario tiburtino fu costruito a cavallo tra i due secoli, II e I a.C. Non sappiamo, però, se alcune strutture precedenti alle fasi della costruzione, e che possiamo ancor oggi ben individuare (resti di strade basolate, in parte riutilizzate per costruire cubilia in basalto, blocchi in opus quadratum di cappellaccio di travertino allineati per oltre 40 m., ecc) e risalenti almeno al IV secolo a.C., appartengano a precedenti templi, o sacelli, dedicati alla stessa divinità, o comunque a strutture di carattere sacro oppure a costruzioni adibite ad altri usi.
La teoria della preesistenza di un piccolo santuario di Hercules nella zona sottostante dell'Acquoria, dove un ponte e un comodo guado da tempi immemorabili garantivano il passaggio dell'Aniene a uomini e mandrie, è però oggi guardata con molto scetticismo, soprattutto per la nota regola della persistenza, nell'antichità classica, dei culti e del relativo fanum, che erano legati strettamente ai luoghi in cui la divinità si è manifestata. In questo senso è difficile credere che lo stesso santuario si sia voluto ricostruire in un luogo totalmente diverso da quello originario, anche se non molto lontano. Si pensa piuttosto che il santuario dell'Acquoria, risalente almeno al VII secolo a.C., sia stato dedicato a una non meglio identificata divinità delle acque.
Resta però il dubbio che una qualche forma di tempio o sacello dedicato a Hercules dovesse esistere in una città che da secoli era attraversata, con un traffico sempre crescente, da carovane di carri e di bestiame, e anche perché la dedica della vittoria sugli Equi e il nuovo appellativo di Victor (o Invictus), risalente all'inizio del IV secolo a.C., può forse essere compresa soltanto in una situazione in cui il culto della divinità era già presente nella città di Tibur. Ma certamente, qualsiasi struttura fosse presente, non era paragonabile, come imponenza e soprattutto come concezione, a quella del II-I secolo a.C.
Quello che sappiamo con certezza è che, in tutto il territorio romano, e principalmente sulle direttrici terrestri e marittime che ne collegavano le varie parti con Roma, il commercio ebbe un'impennata, una prima volta dopo la fine della Seconda guerra punica (212 a.C.), poi dopo la conquista della Grecia (146 a.C.) concomitante con la definitiva distruzione di Cartagine.
Forse non è un caso che l'esigenza di costruire un complesso enorme per l'epoca, specialmente se paragonato alla città che lo ospitava (fuori dalle mura), nacque allora dopo questi avvenimenti. Più specificamente, l'esigenza, manifestatasi nella seconda fase della costruzione, di inglobare una strada all'interno del santuario, avvenuta nel primo decennio del I secolo a.C., può essere messa in correlazione con il cambio di status politico di Tibur, da Civitas Foederata a Municipio Romano, avvenuto nell'87 a.C. alla fine della Guerra Sociale, ma già maturo sicuramente nei decenni precedenti: infatti, sia quando era città indipendente sia quando, dal IV secolo a.C. era diventata Civitas Foederata, Tibur aveva mantenuto il controllo dell'importante strada ormai di commercio, e poteva riscuotere il pedaggio sul ponte (o sui ponti) dell'Aniene situati poco prima del salto della cascata. Ma ormai, divenuta Tibur parte della Repubblica e avviandosi a perdere la sua residua autonomia amministrativa, non era più pensabile esercitare questo tipo di controllo, per cui si decise di "sacralizzarlo", eliminando il pedaggio sui ponti e trasferendolo a valle, nella Via Tiburtina che, caso unico per una strada pubblica di grande importanza, si fece passare all'interno del Santuario con la copertura della "via tecta" avvenuta prima dell'89 a.C. Qui il pedaggio, sotto varie forme, come abbiamo visto, sarebbe avvenuto come offerta alla divinità, con in più il grande flusso di denaro delle "decime". In ogni caso il Santuario, sia che sia stato costruito allora per la prima volta sia che fosse la ricostruzione e ampliamento di uno più antico, fece sì che Tibur fosse sempre più strettamente legata al culto di Ercole.

### Funzionamento e ricchezza del Santuario
Le ricchezze accumulate nel corso dei decenni dal santuario sono difficilmente immaginabili e quantizzabili.
Sappiamo che, in ossequio a quanto la tradizione diceva fosse stato fatto da Ercole nel Foro Boario dopo l'uccisione di Caco, si offriva al santuario la "decima" di ogni guadagno percepito o spesa effettuata al suo interno, nonché di ogni transazione. Tutti gli scambi avvenivano al suo interno, al riparo da briganti o da fedifraghi (per Hercle! si diceva per suggellare un patto) e quindi il movimento di denaro, o di greggi ("pecunia" viene da "pecus") al suo interno era enorme. La "decima" si pagava in denaro o in natura (10% delle greggi). In quest'ultimo caso gli addetti specializzati conservavano le greggi o le mandrie negli ampi locali sul lato nord della via tecta rivendendoli prima possibile a prezzi ovviamente concorrenziali. Oltre a questa parte squisitamente commerciale, il cuore del complesso era rappresentato dal Tempio. Del resto una delle ragioni delle numerose costruzioni di Santuari in varie città del Lazio (Tibur, Praenestae, Terracina, Gabii ecc) e di altre località dell'Italia centrale era infatti quella di attrarre i pellegrini, che, ieri come oggi, portavano ricchezza anche al di fuori delle rotte commerciali. I pellegrini portavano offerte, in denaro e in ex voto, i quali, spesso in oro e argento, venivano periodicamente rimossi e fusi, mentre quelli in terracotta venivano stipati nelle "favisse", o fosse votive. I pellegrini avevano bisogno di alloggiare e di mangiare, o di prestiti in denaro, e per questo il complesso offriva servizi di locanda a pagamento e servizi bancari. L'amministrazione del Santuario era autonoma, ed era gestita da un collegio di "Magistrati Herculanei".
Inoltre, man mano che la ricchezza e la potenza del Santuario aumentavano, ricchi mercanti o uomini politici, senatori, proconsoli, generali ci tenevano a fare donazioni, per accattivarsi la benevolenza dei sacerdoti e della divinità, perché essere annoverai tra i benefattori del "fanum" dava prestigio, o semplicemente per essere ricordati.
Un'altra fonte di entrata per il santuario era rappresentata dai "thensauri" o cassette delle elemosine, collocate in punti strategici alle uscite della città, specialmente sui sentieri che consentivano ai viandanti di non passare nella via tecta per entrare o uscire da Tibur.
Inoltre alcuni studiosi pensano che il passaggio nella via tecta, strategico per il santuario ma altresì comodo e conveniente per la maggior parte dei commercianti e dei mandriani, sia stato, da un certo momento in poi, " a pedaggio", il che costituiva una fonte non trascurabile di guadagno per le casse del Fanum Herculi.
In epoca tardo-repubblicana e imperiale il traffico che attraversava la città di Tibur (e quindi il Santuario di Ercole Vincitore) era aumentato al punto tale che occorse allestire campi di sosta e di smistamento per carri e mandrie, con relativi servizi di assistenza e controllo sanitario, a monte e a valle del ponte (I resti di un ponte romano infatti, probabilmente caduto nella grande piena del 105 d.C. descritta da Plinio il Giovane si vedono ancora in un'incisione del Venturini della fine del '600) che attraversava l'Aniene nella zona dei Templi dell'Acropoli (anch'essi costruiti nel periodo dell'inizio dello splendore della città, II-I sec.a.C.). I campi di sosta a monte (verso l'Abruzzo) erano probabilmente in località Crocetta, a circa 2 km dalla città, quelli a valle dal clivus tiburtinus arrivavano fin quasi al Ponte Lucano. Questi terreni erano tutti di proprietà del santuario.
La disponibilità di capitali concretizzatasi in pochi decenni fece sì che Ottaviano utilizzasse il tesoro del santuario, che faceva parte comunque del pubblico erario, per allestire l'esercito per la battaglia di Filippi. Ciononostante le ricchezze del santuario tiburtino continuarono ad aumentare, grazie anche alle funzioni di prestito del denaro (che era riservato al "curator Fani", l'unico che poteva esercitare l'usura senza macchiarsi di sacrilegio) e al commercio esercitato direttamente, specialmente il commercio di olio con l'isola di Delo, uno dei centri commerciali più potenti del Mediterraneo. Anche il famoso Herennius, che negli ultimi decenni del II secolo d.C. aveva costruito a Roma, nel Foro Boario, il tempio circolare di Hercules Victor (o Invictus, o Olivarius) era, secondo la tradizione, sia un Magistratus Herculaneus sia un mercante, anch'egli con un fondaco nell'isola di Delo.
Svetonio, come abbiamo visto, ci dice che Augusto esercitava la giustizia nei portici del Santuario. Immediatamente a valle del complesso c'è un'area che, forse già dal I secolo a.C. era di pertinenza imperiale, e dove probabilmente esisteva una grande villa nella quale potevano soggiornare gli imperatori ogni volta che frequentavano il grande santuario, esercitando la giustizia probabilmente in un'area adiacente al portico superiore, rilevata dal Thierry nel 1863 e ancora in attesa di essere scavata con criteri scientifici, la c.d. basilica.
Anche i sacerdoti imperiali, o "augustales", pian piano si sovrapposero agli "herculanei". Il culto dell'Imperatore, in determinati casi, si sovrappose a quello di Hercules. Ce lo attestano alcune lapidi funerarie in cui si parla di "Sodales Augustales o Herculanei Augustales".

### Apice e decadenza
Il prestigio del santuario e la sua ricchezza raggiunsero l'apice in epoca imperiale, probabilmente sotto l'imperatore Adriano (117-138 d.C.) che aveva trasferito il suo palazzo di governo a pochi km da Tibur, nella sua "Villa tiburtina", l'odierna Villa Adriana. Tutti i terreni lungo la via tiburtina, per una profondità di circa un km a destra e a sinistra, da Vicovaro a Ponte Lucano, appartenevano al santuario e costituivano la parte "immobile" del suo sterminato "thesaurus" (i bona fanatica). Venivano messi a profitto affittandoli o facendoli coltivare direttamente.
Tutti questi possedimenti diventarono, nel corso dei secoli V e VI, nell'epoca del pieno abbandono del Santuario, res nullius, e furono in qualche modo presi, usurpati, donati, occupati, finendo poi per formare quasi tutte il patrimonio della Chiesa tiburtina, che, dal X secolo in poi si avvalse, per rivendicarne il diritto di proprietà, di un documento del V secolo, risultato recentemente un falso di epoca carolingia, la Charta Cornuziana.
Nel IV secolo, tra l'editto di Milano (313) e quello di Tessalonica (380) l'attività del santuario di Ercole si ridusse inevitabilmente. Le incursioni per tutta la valle dell'Aniene di bande organizzate dedite alla distruzione di templi e sacelli pagani, organizzate e fomentate dai monaci basiliani che erano annidati sopra la Villa di Nerone (il Sublacum), portarono anche qui qualche danno. Ma fu con il Codex Theodosianus (391-2) che tutte le attività religiose vennero interrotte, anche se le autorità civili mantennero vive nel santuario le attività sociali e organizzative (feste rionali, attività sociali e ricreative, attività sportive ecc).
Non si hanno notizie del destino del grande complesso che, già nel V secolo, è probabile che abbia iniziato ad essere oggetto di spoliazioni, ragion per cui molte statue furono nascoste anche lontano dalla loro collocazione originaria (ad esempio nella fossa dell'auleum, nel teatro).

#### La guerra greco-gotica
Nel VI secolo Tibur fu coinvolta pesantemente nella guerra greco-gotica (535-553) che fu devastante per quasi tutto il territorio italiano. Data la sua posizione, Tibur, e in special modo il santuario di Ercole, fu utilizzato come fortezza di appoggio per assediare Roma, o per romperne gli assedi. Prima Belisario, con un contingente di 500 Isauri (mercenari anatolici), al comando dei due generali Magno e Sintue, poi Totila (entrato probabilmente proprio per il tradimento degli Isauri, anche se Procopio addossa la colpa ai tiburtini, senza però convincere) stabilirono nella fortezza rappresentata dal santuario il loro quartier generale. Fu in questi anni che Totila, per renderlo meglio difendibile anche dalla parte della città, tagliò addirittura il banco roccioso al quale era appoggiato a est, minandone gravemente la struttura, e vi trasferì il tesoro imperiale.

#### La leggenda agiografica di santa Sinforosa e la fine della memoria di Ercole
Nella fase bizantina e dopo la fine della guerra, iniziò nel Vi e VII secolo, non solo per Tibur ma per tutto il Lazio, un periodo di forte influenza greca. Già durante la guerra, forse per scongiurare gli effetti del contatto della popolazione coi Goti, cristiani anche loro ma di fede "ariana" (fede sopravvissuta, tra le popolazioni Gote, al Concilio di Nicea del 325 che l'aveva condannata come eretica), il clero, in buona parte di lingua greca, rispolverò due leggende martiriali, quella dei "septem fratres" martirizzati da Adriano sulla via Tiburtina (dove, in località Settefratte si trovano i resti di una basilica martiriale), e quella della matrona Sinforosa, moglie di Getulio e cognata di Amanzio, unendole nella nuova leggenda agiografica (passio) di Santa Sinforosa e dei sette figli, scritta probabilmente a Tivoli in quegli stessi anni, che sarebbero stati fatti uccidere da Adriano sulla spianata del santuario (fanum) di Ercole. I corpi dei sette figli furono fatti seppellire dallo stesso imperatore, sempre secondo la passio, distante dal tempio (templum) ma nell'area strettamente connessa col fanum nel suo insieme, in un posto chiamato ad septem biothanatoi, che in greco significa "i sette assassinati".
Queste nuova celebrazioni e festività furono caratterizzate, molto probabilmente, da grande partecipazione popolare. Il fermento devozionale che possiamo immaginare in un periodo di grandi distruzioni e di perdita di ogni riferimento può spiegare la scomparsa della memoria popolare sulla natura di questo enorme complesso, che da allora in poi si chiamò "i Votàni", parola risultante dalla rapida corruzione dello sconosciuto termine greco (biothanatoi, bothanati, botani, votàni), nella parte sud, dove si era voluto collocare il seppellimento dei sette figli di Sinforòsa, e "Porta Scura" dalla parte opposta, dov'è la via tecta. Questo risulta almeno da un documento, il Regesto della Chiesa Tiburtina, del X secolo, che però attesta una situazione sicuramente risalente ad almeno 100 o 200 anni prima. Fu probabilmente proprio questa nuova identificazione con la neo-patrona di Tivoli a far dimenticare l'antica dedicazione a Ercole.
Dal XVI secolo a quasi la metà del XIX, le rovine furono credute quelle della Villa di Augusto, poi della Villa di Mecenate. Il santuario di Ercole veniva cercato, in analogia con quello di Palestrina, nel tessuto della città con la cella principale nel luogo di ubicazione della Cattedrale.

#### Trasformazioni e riusi medievali
Tutta l'area del temenos venne dunque, già dall'atto Medioevo, adibita a vigna (vinea que dicitur Votàno) anche nella zona sovrastante la via tecta (Porta Scura).
Fu forse nel XII secolo che, nelle maestose e robustissime rovine del santuario (forse ancora in buona parte rivestite di marmi), si stabilì un gruppo di Benedettini, sostituiti nel 1229 dai Francescani, i quali sistemarono alcuni locali del quarto livello, all'altezza del portico inferiore, e vi costruirono una Chiesa, S. Maria del Passo, con annesso convento. Ben presto desiderarono cambiar posto e avvicinarsi al centro della città. Questo almeno risulta da una supplica del 1240 a Bonifacio IX che la riporta dicendo che "la vetustà degli edifici minaccia crolli, l'acqua fa un rumore assordante, la strada vicina e frequentata li rende disonesti". Solo molti anni dopo, a metà del secolo, i Francescani riuscirono a farsi trasferire nella chiesa di S. Maria Maggiore (che chiamarono S. Francesco) soppiantando anche lì i Benedettini. Nel frattempo si stanziarono nelle rovine del santuario, forse proprio tra i resti del tempio trasformato in S. Giovanni in Votàno, le Monache clarisse, che vi resteranno fino al 1477, quando Sisto IV accoglierà la loro richiesta e le trasferirà nel convento di S. Caterina al Riserraglio (da dove, poi, nel 1571 il cardinale Ippolito II d'Este le farà trasferire nella chiesa e convento di S. Michele Archangelo alla Cittadella, l'attuale S. Giorgio). È a quel periodo, XII-XIII sec., che risalgono le due grandi "calcare" vicino al podio, grandi buche nel terreno dove furono bruciate grandi quantità di marmi e travertini per fare calce proprio per la costruzione di queste chiese.
Nel XV secolo una nobile famiglia tiburtina, i Theobaldi, occupò due piani del braccio nord del Santuario, tamponando le enormi mura e costruendovi una villa, impiantando inoltre un giardino all'italiana, torretta compresa, nella parte anteriore che era crollata probabilmente nel terremoto del 1349.

#### La scuola dei Gesuiti
Nel 1549 questi locali erano nella disponibilità di un gesuita spagnolo, don Luis de Mendoza, che li diede in uso a Ignazio di Loyola (il quale proprio a Tivoli dieci anni prima aveva visto approvata la sua Regola da Papa Paolo III Farnese) per risiedervi e per la fondazione di una Scuola pubblica e gratuita, che sarebbe stata la prima del Continente europeo. Questa scuola durò fino al 1552, arrivando a contare fino a 92 studenti, per la maggior parte di bassa estrazione sociale, per lo più figli di contadini, e sopportando attacchi soprattutto del clero tiburtino al quale Ignazio forse sottraeva fedeli. Anche per questo genere di difficoltà Ignazio di Loyola nel 1552 trasferì la sua Scuola, che rimarrà per secoli il fulcro del sistema educativo tiburtino, al centro della città in quello che da allora si chiamò "il Collegio", e vicino al quale il Vignola costruirà, pochi anni dopo, la chiesa del Gesù (o di Santa Sinforosa) distrutta il 26 maggio 1944 dai bombardamenti alleati.

### La trasformazione in polo industriale

Le "cascatelle" delle ferriere di Tivoli in una fotografia del 1888

Le sorti del complesso del Santuario di Ercole Vincitore mutarono radicalmente con la costruzione della Villa d'Este. Già il luogo era raggiunto dai due più grandi e antiche acquedotti sotterranei, il Forma (scavato per primo nel II secolo a.C. appositamente per la costruzione e il funzionamento del santuario) e il Brizio. Con la costruzione della Villa d'Este le rovine del santuario furono inondate dalle acque di scarico della Villa (circa 800 litri/sec). Queste acque in parte furono usate per l'irrigazione degli "orti delle monache", passati quasi integralmente al Cardinale Ippolito, in parte furono lasciate precipitare nella sottostante via tecta e lasciate scorrere fino a ricadere nel fiume, 40 metri più in basso. Questa grande quantità di acqua fu sfruttata dalla Camera Apostolica che, sotto Clemente VIII Aldobrandini (1592-1605), iniziò l'impianto di una fonderia e di una fabbrica di moschetti e archibugi, le cui macchine avrebbero funzionato, analogamente a quanto avevano fatto per secoli le manifatture e i mulini tiburtini, con la forza dell'acqua. Il progetto si concretizzò definitivamente però solo nel XVII secolo con Paolo V Borghese che, nel 1608, diede in appalto protetto la fabbrica, unica nello Stato Pontificio a produrre armi, archibugi, zappe, corazze "e altri oggetti alla bresciana", alla quale fu destinato per decreto tutto il legname tagliato nel raggio di 15 miglia e che utilizzava l'enorme massa d'acqua per muovere i mantici che servivano a far funzionale l'altoforno per la fusione del ferraccio.
Con fasi alterne e con alterne fortune si susseguirono nello stesso luogo fonderie, fabbriche di chiodi e di viti, cartiere ed infine centrali elettriche. Tutto grazie alla disponibilità di questa grande quantità d'acqua, alla presenza di grandi locali dalle mura solidissime e alla vicinanza della strada.
Alla fine del '600 risale il trasferimento, appena a valle del Santuario (e anche in alcuni dei locali del II livello, dove si trova un Rifugio di S. Ignazio, cappella con pregiati stucchi ormai in rovina, probabilmente allestita negli anni di permanenza del fondatore dei Gesuiti nei locali del Santuario di Ercole) della Polveriera Nerli-Giustiniani, prima collocata nelle rovine della Villa di Manilio Vopisco in località Cornuta appena fuori della porta S. Angelo, all'Acropoli tiburtina, e proprio sopra alcune caverne del baratro della Villa Gregoriana, adibiti all'epoca a "salnitriere" (attualmente in questi locali c'è il ristorante "Il Ciocco"). All'ennesima esplosione si decise, a furor di popolo, di spostarla a valle della città, sulla strada per Roma, dove le "polveri" erano destinate. Una gran parte delle acque di scarico delle fonderie fu così utilizzata dalla Polveriera e formò, al momento di tornare nel fiume, le famose Cascatelle di Mecenate, celebratissime dai pittori del Grand Tour.
Questo fino al 1884. In quell'anno, infatti, la Società per le Forze Idrauliche per l'Industria e l'Agricoltura acquisì tutto il costone nord della città, dove scaricavano tutti gli antichi acquedotti sotterranei (Spada, Casacotta, Forma e Brizio), e soprattutto il complesso del Santuario d'Ercole dove affluiva l'acqua di Villa d'Este e quella dei due acquedotti principali, Forma e Brizio. Fatto questo con molta spregiudicatezza, non senza contrasti, querele e contenziosi (in parte ancor oggi aperti) tutte le acque furono convogliate dall'ingegner Raffaele Canevari (una celebrità dell'epoca) nell'omonimo "canale" che finiva nella condotta forzata e poi nella appena costruita Centrale Elettrica Acquoria Mecenate 1, collocata appena sotto l'estremità del santuario, all'altezza del I-II livello. Da questa centrale, nel 1892, partì la corrente alternata che, per la prima volta al mondo, illuminò una città a distanza. Roma, per la precisione, zona Porta Pia.
Nel Santuario furono impiantate negli stessi anni le "Cartiere di Tivoli", di proprietà di Giuseppe Segrè, padre del futuro premio Nobel per la fisica Emilio e discusso amministratore della Villa d'Este per conto dell'imperatore d'Austria Francesco Giuseppe fino al 1920. In questa doppia veste e soprattutto in relazione all'utilizzo della acque nelle strutture industriali del Santuario di Ercole Vincitore, il Segrè si oppose in ogni modo alla confisca della Villa d'Este da parte dello Stato italiano, che riuscì ad annetterla al Pubblico Demanio soltanto nel 1920.
Le "Cartiere di Tivoli", dette anche popolarmente "Mecenate" o "Segrè", rimasero in funzione fino agli anni '60 del '900, mentre già dalla fine degli anni '20 la nuova Centrale Elettrica Acquoria Mecenate 2, che dal 1902 aveva soppiantato la prima posta all'altezza del I livello del Santuario, venne alimentata non soltanto dal Canale Canevari ma anche da un altro canale sotterraneo proveniente dall'appena costruito bacino S. Giovanni, con la creazione di un vascone di raccolta per l'acqua posto proprio sul podio, sul quale furono cancellate tutte le tracce del tempio. Nel 1962, per merito dell'archeologo Domenico Faccenna, venne sventato un tentativo di lottizzazione dell'area dei "Votàni", quella posta sulla parte sud del complesso (mentre quella nord era stata interessata sempre dagli insediamenti industriali), e l'area archeologica divenne proprietà demaniale.
Nel 1993 l'Enel rinunciava a qualsiasi pretesa sul Santuario di Ercole e tombava il canale Canevari (le cui acque da allora tornano indietro nel mascone di Vesta e da lì nel bacino Vescovali), lasciando la piena disponibilità dell'area alla Soprintendenza.

### Storia recente
Negli anni 2008/2009 l'area del santuario è stata oggetto di una serie di interventi di restauro e valorizzazione, in particolar modo del teatro. I lavori hanno portato alla luce parte delle strutture originarie e condotto al recupero e all'apertura al pubblico del complesso.
Dal settembre 2016, il santuario è riunito, sotto un'unica gestione autonoma, ai siti monumentali di Villa Adriana, di Villa d'Este, della Mensa Ponderaria e del Mausoleo dei Plauzi. Si tratta di un organismo che catalizza le eccellenze del territorio e si configura quale sistema unico di valorizzazione del patrimonio. L’Istituto si è dato il nome VILLAE, col quale allude all’amenità e all’accoglienza del territorio su cui insiste. Sin dal principio, l’Istituto Villa Adriana e Villa d’Este ha messo in atto un vivace programma di iniziative espositive e culturali, promosso dal direttore Andrea Bruciati e portato avanti dal personale tecnico e scientifico delle VILLAE:
E dimmi che non vuoi morire. Il mito di Niobe, Santuario di Ercole Vincitore, 6 luglio - 24 settembre 2018 (a cura di Andrea Bruciati e Micaela Angle)
https://www.beniculturali.it/mibac/export/MiBAC/sito-MiBAC/Contenuti/MibacUnif/Comunicati/visualizza_asset.html_1914604492.html
https://www.beniculturali.it/mibac/export/MiBAC/sito-MiBAC/Contenuti/MibacUnif/Eventi/visualizza_asset.html_1179617077.html;
Le stanze di Ferenc, Villa d'Este, 17 dicembre 2018 - 17 febbraio 2019 (a cura di Andrea Bruciati)
https://www.beniculturali.it/mibac/export/MiBAC/sito-MiBAC/Contenuti/MibacUnif/Eventi/visualizza_asset.html_1574606012.html Archiviato il 17 giugno 2020 in Internet Archive.;
Eva vs Eva. La duplice valenza del femminile nell’immaginario occidentale, Villa d’Este e Santuario di Ercole Vincitore, 10 maggio - 3 novembre 2019 (a cura di Andrea Bruciati, Massimo Osanna e Daniela Porro)
https://www.beniculturali.it/mibac/export/MiBAC/sito-MiBAC/Contenuti/MibacUnif/Eventi/visualizza_asset.html_2063678585.html;
Villae Film Festival, Villa d’Este, 2 – 8 dicembre 2019 (direttore artistico Andrea Bruciati)
https://www.beniculturali.it/mibac/export/MiBAC/sito-MiBAC/Contenuti/MibacUnif/Comunicati/visualizza_asset.html_477094052.html;
Après le déluge. Viaggio tra opere riemerse e misconosciute, Villa d’Este e Santuario di Ercole Vincitore, in corso (a cura di Andrea Bruciati, con Benedetta Adembri e Micaela Angle)
https://www.beniculturali.it/mibac/export/MiBAC/sito-MiBAC/Contenuti/MibacUnif/Comunicati/visualizza_asset.html_1526061809.html.
Nel 2022 il Santuario di Ercole Vincitore - ex Cartiera Segrè ha ospitato i Secondi Stati Generali del Patrimonio Industriale di AIPAI. Promossi da AIPAI insieme a TICCIH Italia in collaborazione con Istituto VaVe e Museimpresa